# آکان هوتا
آکان هوتا (انگلیسی: Akane Hotta؛ زادهٔ ۲۶ اکتبر ۱۹۹۲) مدل (شخص)، و شخصیت‌های تلویزیونی در ژاپن اهل ژاپن است.